# 31240 Katrianne
31240 Katrianne este un asteroid din centura principală de asteroizi.

## Descriere
31240 Katrianne este un asteroid din centura principală de asteroizi. A fost descoperit pe 20 februarie 1998 la Drebach de Gerhard Lehmann. Asteroidul prezintă o orbită caracterizată de o semiaxă mare de 2,79 ua, o excentricitate de 0,18 și o înclinație de 7,3° în raport cu ecliptica.